# شرکت مهندسی و ساخت لوکوموتیو مپنا
شرکت مهندسی و ساخت لکوموتیو مپنا در سال ۱۳۸۵ با توجه به سیاست‌های گروه مپنا مبنی بر لزوم تشکیل یک تشکیلات مستقل و توانمند برای اجرای موضوعات مرتبط در صنعت ریلی در اداره ثبت شرکت‌ها ثبت گردید.
این شرکت فعالیت خود را با زمینی با مساحت ۱۴۰۰۰۰ متر مربع در محدوده شهر کرج با پروژه مهندسی و ساخت ۱۵۰ دستگاه لکوموتیو مسافری با همکاری شرکت زیمنس در سال ۸۹ به بهره‌برداری رساند.
در کنار فعالیت‌های انجام شده در پروژه مهندسی و ساخت ۱۵۰ دستگاه لکوموتیو مسافری که منتج به حصول نتایج قابل توجهی در بخش بومی سازی و کسب دانش فنی فرایندهای تولید لکوموتیو در کشور شد، هم‌اکنون پروژه‌های دیگری نیز با رویکرد توسعه فعالیت‌ها، دستیابی به دانش طراحی و ساخت محصولات جدید تعریف شده و هم‌اکنون در مرحله اجرایی قرار دارند. از جمله آنها می‌توان به موارد زیر اشاره نمود:
· طراحی، مهندسی و ساخت لکوموتیوهای باری مپنا
· طراحی و مهندسی لکوموتیوهای مانوری مپنا
· مهندسی و ساخت لکوموتیوهای برقی
· توسعه فعالیت‌های مهندسی در پروژه‌های حمل و نقل درون‌شهری از جمله مهندسی و ساخت ناوگان تراموا و مونوریل و مترو